# Козилівська сільська рада
Кози́лівська сільська́ ра́да — адміністративно-територіальна одиниця та орган місцевого самоврядування в Корюківському районі Чернігівської області. Адміністративний центр — село Козилівка.

## Загальні відомості
Козилівська сільська рада утворена у 1924 році.
- Територія ради: 92,461 км²
- Населення ради: 1 544 особи (станом на 2001 рік)

## Населені пункти
Сільській раді були підпорядковані населені пункти:
- с. Козилівка
- с. Бобрик
- с. Борок
- с. Дачне
- с-ще Довжик
- с. Тихонівське
- с. Уріччя

## Склад ради
Рада складалася з 16 депутатів та голови.
- Голова ради: Рубець Петро Михайлович
- Секретар ради: Мягка Тамара Анатоліївна

### Керівний склад попередніх скликань
| Прізвище, ім'я, по батькові | Основні відомості                                                 | Дата обрання | Дата звільнення |
| --------------------------- | ----------------------------------------------------------------- | ------------ | --------------- |
| Рубець Петро Михайлович     | Сільський голова, 1976 року народження, освіта вища, безпартійний | 26.03.2006   | 31.10.2010      |
| Рубець Петро Михайлович     | Сільський голова, 1976 року народження, освіта вища, безпартійний | 31.10.2010   |                 |

Примітка: таблиця складена за даними сайту Верховної Ради України

### Депутати
За результатами місцевих виборів 2010 року депутатами ради стали:

#### За суб'єктами висування
| Суб'єкт висування | Кількість обраних депутатів | %  |
| ----------------- | --------------------------- | -- |
| Партія регіонів   | 12                          | 75 |
| Самовисування     | 4                           | 25 |

#### За округами
| № округу        | Прізвище, ім'я, по батькові          | Дата визнання обраним | Освіта  | Партійна приналежність                        | Відомості про обраного депутата                         |
| --------------- | ------------------------------------ | --------------------- | ------- | --------------------------------------------- | ------------------------------------------------------- |
| Партія регіонів |                                      |                       |         |                                               |                                                         |
| 2               | Пазенок Леонід Васильович            | 02.11.2010            | середня | член Партії регіонів                          | Корюківська центральна районна лікарня, опалювач        |
| 3               | Шкель Михайло Васильович             | 02.11.2010            | середня | член Партії регіонів                          | Холминська районна лікарня, водій                       |
| 4               | Худзик Віктор Михайлович             | 02.11.2010            | середня | член Партії регіонів                          | тимчасово не працює                                     |
| 5               | Ковальковська Людмила Іванівна       | 02.11.2010            | середня | член Партії регіонів                          | Козилівська СА, завідувачка                             |
| 6               | Ковальковський Олександр Миколайович | 02.11.2010            | середня | член Партії регіонів                          | Козилівська СА, водій                                   |
| 10              | Чернуха Світлана Миколаївна          | 02.11.2010            | вища    | член Партії регіонів                          | Козилівська загальноосвітня школа І-ІІІ ст., вчитель    |
| 11              | Скринник Володимир Петрович          | 02.11.2010            | середня | член Партії регіонів                          | Козилівська сільська рада, водій ПСО                    |
| 12              | Помаз Леонід Миколайович             | 02.11.2010            | вища    | член Партії регіонів                          | Козилівська сільська рада, землевпорядник               |
| 13              | Кузьомко Олег Михайлович             | 02.11.2010            | середня | член Партії регіонів                          | тимчасово не працює                                     |
| 14              | Солохненко Олександр Миколайович     | 02.11.2010            | середня | член Партії регіонів                          | ПП «Калина», водій                                      |
| 15              | Ананченко Володимир Миколайович      | 02.11.2010            | середня | член Партії регіонів                          | пенсіонер                                               |
| 16              | Бобир Мар'яна Сергіївна              | 02.11.2010            | середня | член Партії регіонів                          | Корюківський територіальний центр, соціальний працівник |
| Самовисування   |                                      |                       |         |                                               |                                                         |
| 1               | Мягка Тамара Анатоліївна             | 02.11.2010            | вища    | член Народної партії                          | Козилівська сільська рада, секретар                     |
| 7               | Халіман Тамара Василівна             | 02.11.2010            | вища    | позапартійна                                  | Козилівська загальноосвітня школа І-ІІІ ст., вчитель    |
| 8               | Шишкун Валентина Миколаївна          | 02.11.2010            | вища    | позапартійна                                  | Козилівська загальноосвітня школа І-ІІІ ст., вчитель    |
| 9               | Гоптар Ганна Миколаївна              | 02.11.2010            | вища    | член Всеукраїнського об'єднання «Батьківщина» | Козилівська загальноосвітня школа І-ІІІ ст., вчитель    |